# Anis, Uskela
Anis (finska: Anisi) är en stadsdel i Salo stad i det finländska landskapet Egentliga Finland. Tidigare fanns stadsdelen i Uskela kommun. Stadsdelen gränsas av vägar Perniöntie och Tahkonkatu, samt med Vähäjoki å. I Anis finns Salo gymnasium, stadens idrottsplan, ishall, simhall, hallen Salohalli och ritningscentrum.